# Worship leader
Worship leader thông thường là những người theo Cơ Đốc giáo cực yêu mến Chúa và có niềm đam mê âm nhạc tột độ.
Họ dùng lời ca, tiếng hát để ca ngợi, thờ phượng Chúa với hết cả tấm lòng và trí khôn. Họ thường hay chọn địa điểm là những nhà thi đấu thể thao, những sân vận động và các nhà hát lớn để tổ chức các chương trình nhạc thờ phượng công cộng; và tất nhiên để tổ chức được những buổi hát thờ phượng với hàng ngàn người tham gia như vậy họ phải có một dàn hát đệm cỡ vài trăm người.
Một số những người worship leader là: Don Moen, Hillsongs Band, King David, Charles Wesley (1707-1788), Fanny Crosby (1820-1915), Bill và Gloria Gaither, Keith Green, Delirious?, Darlene Zschech, Fred Hammond, Brooklyn Tabernacle Choir, Rich Mullins, Twila Paris...